# Atelier Loidl Landschaftsarchitekten

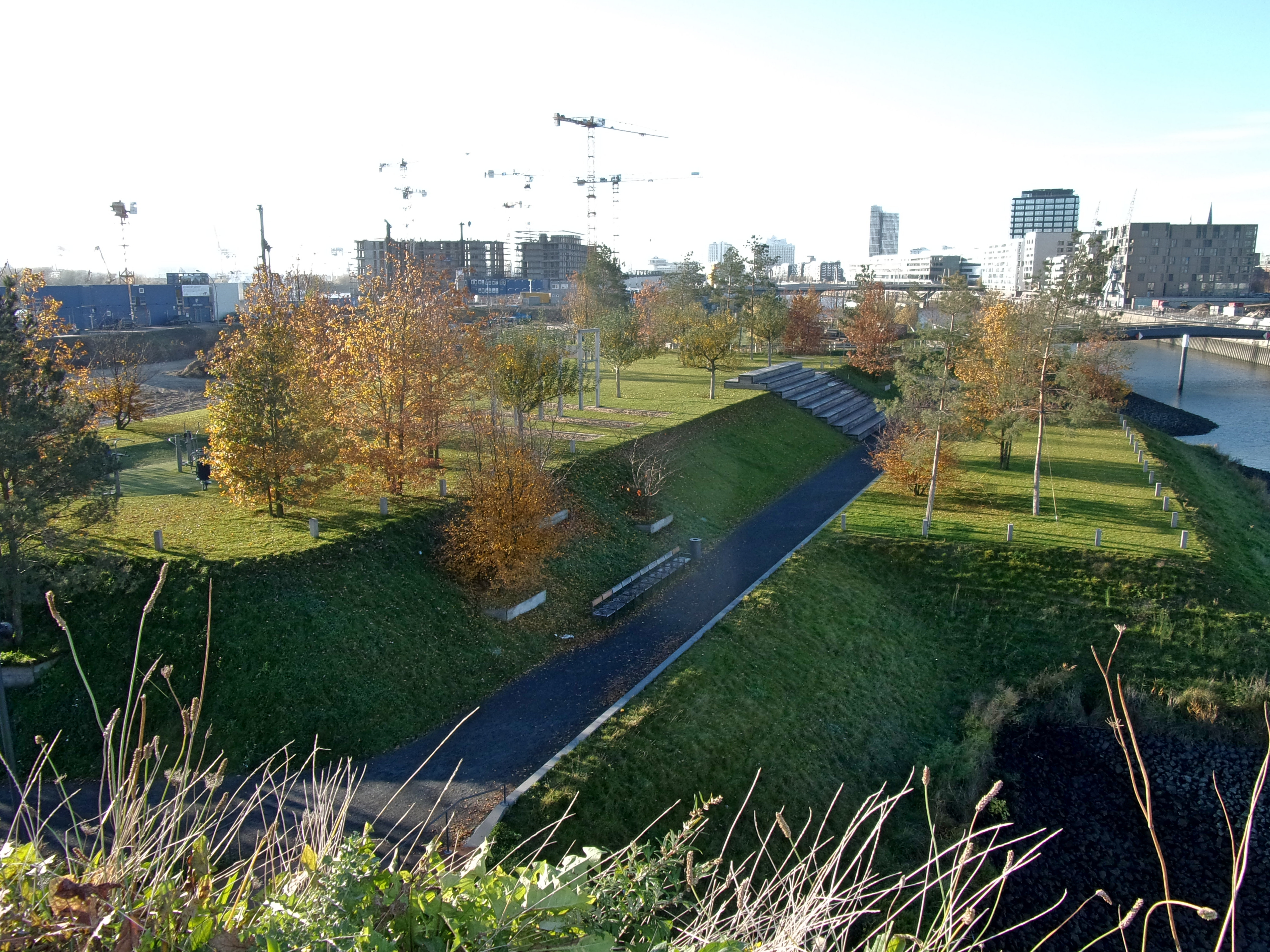
Baakenpark Hamburg

Das Atelier Loidl Landschaftsarchitekten wurde 1984 als Büro für Landschaftsarchitektur vom österreichischen Hochschullehrer Hans Loidl in Berlin gegründet. Ab 2005 übernahmen drei seiner Mitarbeiter das Büro. 

## Geschichte
Unter der Leitung von Hans Loidl arbeitete das Büro mit Standort in Berlin deutschlandweit an großen Parkprojekten oder beteiligte sich an Wettbewerben. Die Atelierräume waren in der Schlüterstraße 19, im damaligen Bezirk Berlin-Charlottenburg.
Im Jahr 2005 übernahmen die Mitarbeiter Leonard Grosch, Bernd Joosten und Lorenz Kehl das Landschaftsbüro und führten es gemeinsam weiter. Zehn Jahre später änderten sie den Status, aus der vorherigen privat geführten Einrichtung entstand eine Partnerschaftsgesellschaft. Sie wird seit 2015 von Bernd Joosten, Leonard Grosch und Felix Schwarz in Partnerschaft geführt. An dem Bürostandort in Berlin-Kreuzberg waren 2024 rund 40 Mitarbeiter beschäftigt.

## Partner
- Leonard Grosch (* 1973 in München)
studierte nach absolvierter Ausbildung zum Staudengärtner Landschaftsarchitektur an der TU Berlin, in Dresden und Kopenhagen. Seit 2006 ist er Partner bei Atelier Loidl Landschaftsarchitekten.
- Bernd Joosten (* 1966 in Viersen)
studierte nach absolvierter Ausbildung zum Landschaftsgärtner (Landschaftsarchitektur) an der TU Berlin. Seit 2005 ist er Partner bei Atelier Loidl Landschaftsarchitekten.
- Felix Schwarz (* 1971 in Erlangen)
studierte an der TU Berlin. Vor seinem Eintritt ins Atelier Loidl 2007 arbeitete er als Projekt- und Büroleiter bei Weidinger Landschaftsarchitekten. Seit 2015 ist er Partner im Atelier Loidl Landschaftsarchitekten.

## Bauten (Auswahl)
- 2023: Kirchenpauerkai, Hamburg

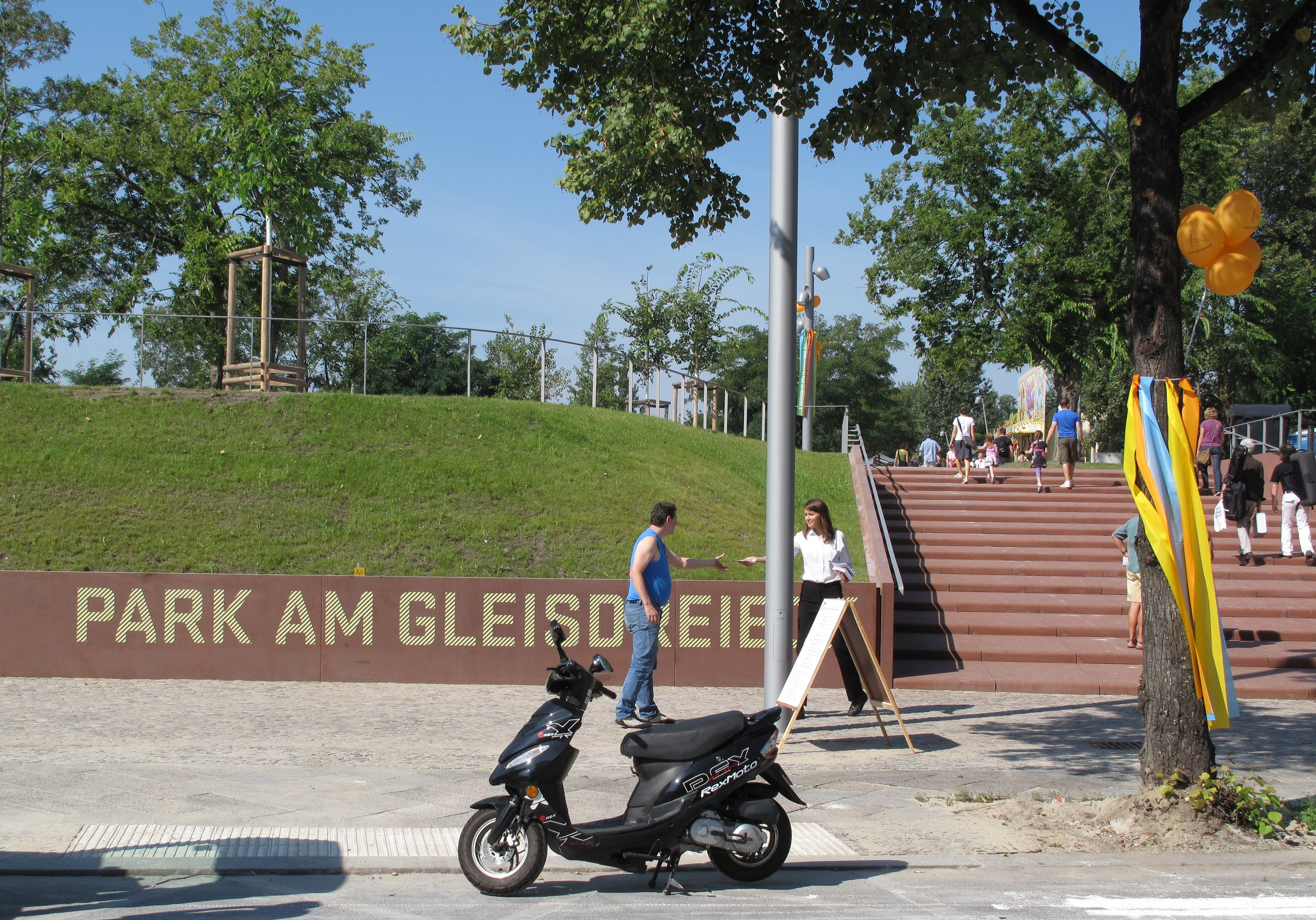
Park am Gleisdreieck (Ostpark)

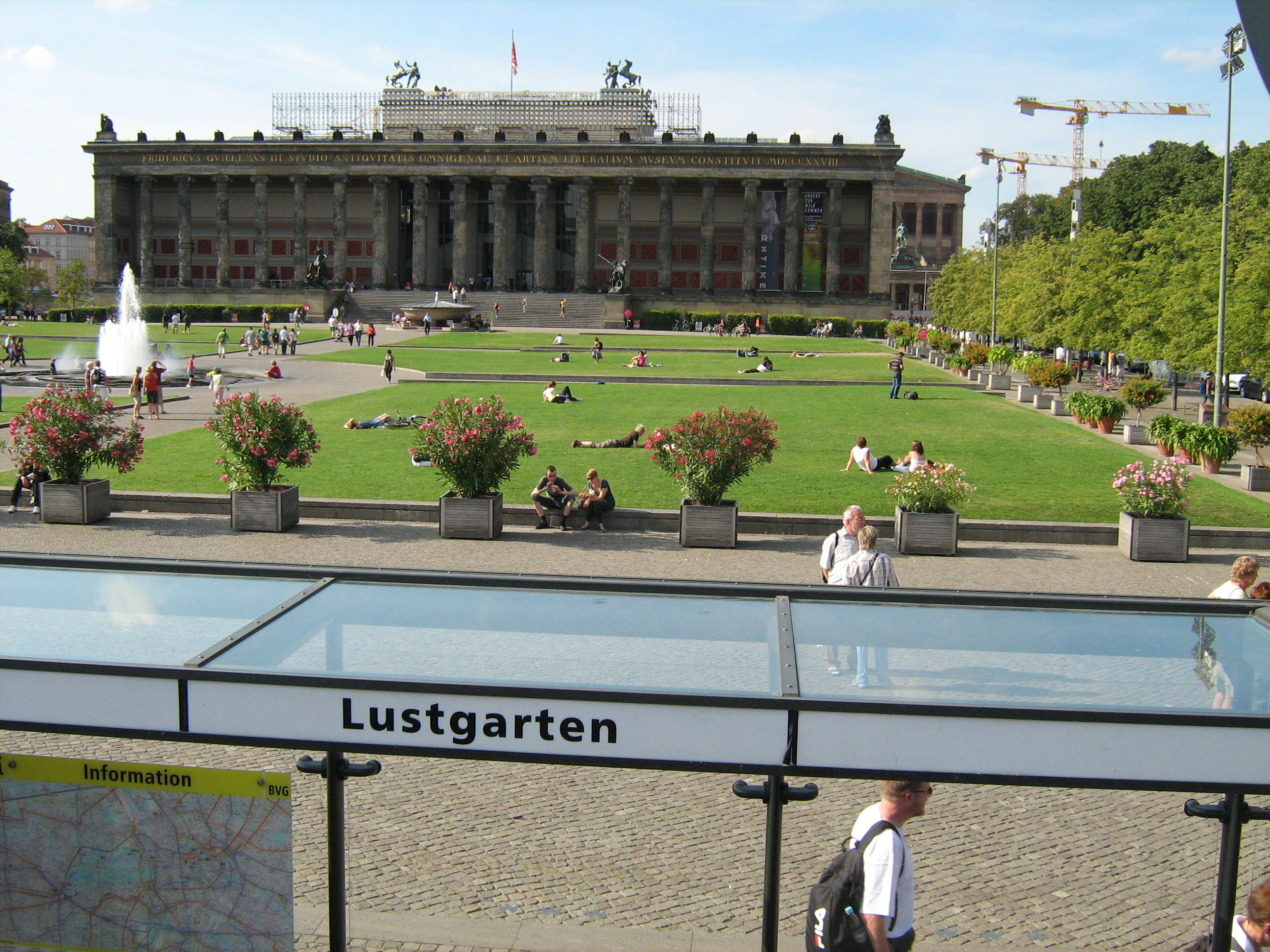
Berliner Lustgarten

- 2022: Schulzentrum Fallersleben, Wolfsburg
- 2021: Natur in Lindau 2021 / Bürgerpark, Lindau (Bodensee)
- 2021: Amerigo-Vespucci-Platz, Hamburg
- 2019: Europäische Schule Annex, München
- 2019: Am Marstall, Hannover
- 2018: Baakenpark, Hamburg
- 2017: Campus Freie Universität, Berlin
- 2017: Promenade am Finowkanal, Eberswalde
- 2016: Zu neuen Ufern, Siegen
- 2013: Seeachse, Teichland
- 2011 bis 2014: Park am Gleisdreieck, Berlin[3][4]
- 2009: Nuthepark, Luckenwalde[5]
- 2009: Grüne Achse Leinefelde[6]
- 2009: Hirschgarten, Erfurt[7]
- 2009: Rheinpark Duisburg
- 2006: Müngstener Brückenpark, Solingen
- 2005: Gutspark Falkenberg, Berlin[8]
- 2005: Landschaftspark Hachinger Tal, Unterhaching
- 2003: Schmuckbrunnen im Volkspark Köpenick[9]
- 2002: Garde-Ulanen-Kaserne, Potsdam
- 2000: Lustgarten, Berlin

## Auszeichnungen
- 2024: Bundespreis Stadtgrün für den Bürgerpark Lindau / Bodensee[10]
- 2019: BDA Preis Niedersachsen für den Marstall, Hannover[11]
- 2019: Deutscher Landschaftsarchitektur-Preis für den Baakenpark, Hamburg[12]
- 2019: Deutscher SPIELRAUM-Preis für den Baakenpark, Hamburg[13]
- 2019: Polis Award (Kategorie Lebenswerter Freiraum) für den Baakenpark, Hamburg[14]
- 2018: AIV-Bauwerk des Jahres (Sonderpreis Geotechnisches Ingenieurbauwerk) für den "Himmelsberg" im Baakenpark, Hamburg[15]
- 2018: Otto-Borst-Preis für Siegen – Zu neuen Ufern[16]
- 2018: Polis Award (Kategorie Lebenswerter Freiraum) für Siegen – Zu neuen Ufern[17][16]
- 2017: Deutscher Landschaftsarchitektur Preis (Kategorie Grüne Infrastruktur als Strategie) für Siegen – Zu neuen Ufern[18][16]
- 2016: Deutscher Städtebaupreis (Belobigung)[19]
- 2015: Finalist Mies-van-der-Rohe Award für den Park am Gleisdreieck, Berlin[20]
- 2015: Deutscher Landschaftsarchitektur-Preis für den Park am Gleisdreieck, Berlin[21]
- 2014: Deutscher Städtebaupreis (Sonderpreis) für den Park am Gleisdreieck, Berlin[22]
- 2012: Architektur-Preis Berlin für den Park am Gleisdreieck, Berlin
- 2012: European Garden Award (Finalist mit dem Ostpark, Teil des Park am Gleisdreieck)[23]
- 2011: Urban Quality Award (Silber) für den Park am Gleisdreieck, Berlin[24]
- 2009: Thüringer Landschaftsarchitekturpreis (Anerkennung) für den Hirschgarten, Erfurt
- 2006: Nominierung Urban Landscape Award für den Brückenpark, Müngsten
- 2001: Deutscher Landschaftsarchitektur-Preis für den Lustgarten Berlin[25]

## Publikationen
- Hans Loidl, Stefan Bernard: Freiräum(en), Birkhäuser Verlag, Neuauflage 2014, ISBN 978-3-03821-249-2
- Leonard Grosch, Constanze A. Petrow: Parks entwerfen, Jovis Verlag 2015, ISBN 978-3-86859-369-3